# Stadtwerke Judenburg
Die Stadtwerke Judenburg AG ist ein in Judenburg ansässiges Unternehmen, das Dienstleistungen in den Bereichen Ver- und Entsorgungswirtschaft, Telekommunikation, Bauinstallation und Bestattung anbietet. Der durchschnittliche jährliche Umsatz beträgt nach eigenen Angaben rund 35 Millionen EURO.

## Geschichte
Das Unternehmen wurde 1904 als "Elektrizitätswerk" der Stadtgemeinde Judenburg gegründet. 1994 erfolgte die Umgründung in eine Aktiengesellschaft und die Neuorganisation des Unternehmens.

## Geschäftsbereiche
Das Unternehmen bietet mit rund 200 Mitarbeitern Dienstleistungen in den Bereichen Stromversorgung, Fernwärme, Wasserversorgung, Abwasserentsorgung, Abfallwirtschaft, Kabelfernsehen, GWHS-Installation, Elektroinstallation und Bestattung an.